# Rualena magnacava
Rualena magnacava là một loài nhện trong họ Agelenidae.
Loài này thuộc chi Rualena. Rualena magnacava được Ralph Vary Chamberlin & Wilton Ivie miêu tả năm 1942.